# Союз за демократию и социальный прогресс
«Союз за демократию и социальный прогресс» — старейшая существующая политическая партия Демократической Республики Конго. Партия включает в себя самое большое количество зарегистрированных членов в Демократической Республике Конго. По состоянию на 2008 год, её ряды насчитывали 45 миллионов членов. Опросы, проведенные за последнее десятилетие, показывают, что примерно 75 % конголезского населения считают себя членами Союза за демократию и социальный прогресс.
СДСП бойкотировал всеобщие выборы, проведённые в Демократической Республике Конго в 2006 году. Этьен Чисекеди, тогдашний лидер партии, баллотировался в президенты на всеобщих выборах 2011 года. Нынешний лидер партии — Феликс Чисекеди. Различные члены партии, в том числе Чисекеди-старший, также исполняли обязанности премьер-министра.